# Crazier (pesem, Taylor Swift)
»Crazier« je country pesem, ki jo je so-napisala in izvedla ameriška glasbenica Taylor Swift. Pesem je del filmskega soundtracka za film Hannah Montana. Pesem je izšla kot balada z lastnostmi country-popa, njeno besedilo pa opisuje zaljubljenost. Taylor Swift je s pesmijo kot ona sama nastopila v filmu Hannah Montana; to sceno so kasneje vključili in izdali tudi v videospotu za pesem.
Pesem »Crazier« so glasbeni kritiki večinoma hvalili, mnogi pa so jo označili tudi za najboljšo pesem iz soundtracka. Digitalno se je pesem začela prodajati takoj po izidu soundtracka 23. marca 2009. Pesem je doživela velik komercialni uspeh v Avstraliji, Kanadi, Združenem kraljestvu in Združenih državah Amerike. Njen največji mednarodni dosežek je bilo sedemnajsto mesto na glasbeni lestvici v Združenih državah Amerike, Billboard Hot 100.

## Ozadje
Taylor Swift je pesem napisala v sodelovanju z Robertom Ellisom Orrallom. Pesem je balada, ki, po mnenju kritikov na spletni strani Allmusic, pooseblja temo združenih country in pop pesmi v filmu Hannah Montana. Pesem je napisana v ključu E-dur s hitrim tempom. Glas Taylor Swift se med pesmijo razteza čez eno oktavo, od E3 do B4. Temu je sledila procesija akordov, ki obsegajo akorde E—B—C#m—A.
O tem, da se bo pesem pojavila v filmu Hannah Montana so se filmski ustvarjalci odločili takoj, ko so Taylor Swift vprašali, če bi katero izmed svojih pesmi vključila v film. Filmski ustvarjalci so jo »povprašali po pesmi, ki je bila popolna za zaljubljenost« in je »neke vrste country valček«. Kljub temu, da pesem ni bila napisana za film, jo je Taylor Swift posredovala filmskim ustvarjalcem, ki so jo »oboževali«. Kasneje je Taylor Swift s pesmijo nastopila tudi v filmu samem. V filmu je njen lik nastopil na odprtem zbiranju denarja, s katerim bi lahko rešili park majhnega mesta pred industrijo. Kratka scena je bila posneta v enem dnevu, vendar je njen nastop naredil velik vtis na vse, ki so sodelovali v filmu. Režiser filma, Peter Chelsom, je dejal: »Pokazal sem veliko zanimanje za ponovno sodelovanje z njo.«

## Kritike
Pesem »Crazier« je prejela velik uspeh s strani kritik glasbenih kritikov. Warren Truitt s spletne strani About.com je Taylor Swift pohvalil zaradi »zvonov« v baladi. Heather Phares iz Allmusic je pesem imenovala za »najboljšo pesem v filmu Hannah Montana«. Pohvalila jo je, saj naj bi bila »pristnejša, manj naporna kot katera koli pesem Miley Cyrus ali lika Hannah«. James Berardinelli se je s tem strinjal, saj je napisal: »Verjetno je največja napaka v filmu ta, da je Taylor Swift s pesmijo nastopila, ona pa je dobra v petju in ta primerjava vsekakor ni laskava za zvezdnico filma.« Leah Greenblatt iz revije Entertainment Weekly je pesem »Crazier« opisala kot »lepo, hrepenečo balado«. Novinarka revije Premiere, Olivia Putnal je nastop Taylor Swift v filmu opisala kot eno izmed filmovih »najuspešnejših točk.« Peter Hartlaub iz revije The San Francisco Chronicle je verjel, da je bil nastop Taylor Swift v filmu zelo dober, vendar tudi napaka s strani filmskih ustvarjalcev, saj je »Swiftova tako talentirana, da se zdi Cyrusova ob njej smešna.«
Perry Seibert iz revije TV Guide je napisal: »Ko se za nastop prikaže pristna najstniška zvezdnica Taylor Swift [...] demonstrira vse spontane in pristne lastnosti, ki jih Miley Cyrus nima.«

## Dosežki
Pesem »Crazier« je ekskluzivno izšla tudi na radiju Radio Disney. Pesem se je najprej uvrstila na dvainsedemdeseto mesto lestvice Billboard Hot 100 ob koncu tedna 11. aprila 2009. Pesem »Crazier« je kasneje napredovala za tri mesta do devetinšestdesetega mesta v naslednjem tednu in nato 25. aprila 2009 skočila na osemintrideseto mesto, saj se je njena digitalna prodaja povečala za 87 procentov. Ob koncu tedna 2. maja 2009 je pesem z 110.000 digitalnimi prodanimi kopijami izvodov dosegla sedemnajsto mesto na lestvici Hot 100. Dosegla je tudi dvainosemdeseto mesto na lestvici Pop 100 chart.
Ko pesem preko radija uradno ni izšla kot singl, se je digitalna prodaja pesmi »Crazier« povečala tudi v drugih državah izven ZDA in pesem se je uvrstila tudi na mednarodne glasbene lestvice. Dosegla je devetinsedemdeseto mesto ob koncu tedna 11. aprila 2010. Ob koncu tedna 2. maja 2010 se je uvrstila na trideseto mesto lestvice Hot Canadian Digital Singles in triinšestdeseto mesto lestvice Canadian Hot 100. Pesem »Crazier« je dosegla štiriinšestdeseto mesto na lestvici Australian Singles Chart. Uvrstila se je tudi na stoto mesto lestvice UK Singles Chart ob koncu tedna 16. maja leta 2009.

## Videospot
Videospot za pesem »Crazier«, ki ga je režiral Peter Chelsom, je pravzaprav odlomek iz filma Hannah Montana, ki je izšel 28. marca 2009 na Disney Channelu.
Videospot se začne z glavno sceno Taylor Swift in dveh glasbenikov v ozadju, ki stopajo proti vrhu odra pod natrpanim plesiščem. Taylor Swift je oblečena v obleko pastelne barve in igra na violino in čelo. Nato se v videospotu pokaže scena iz filma Hannah Montana, ki prikazuje Miley Stewart (Miley Cyrus) in njeno simpatijo Travisa Brodyja (Lucas Till), ki jaha rjavega konja. Videospot vseskozi prikazuje scene Taylor Swift med nastopom in več odlomkov iz filma. Ostale scene vključujejo Miley Stewart in Travisa Brodyja med ježo rjavega konja, Miley Stewart, ki iz rdečega avtomobila stopa na ulico, Travisa Brodyja med spuščanjem vrvi pri slapovih in par na zmenku. Ob koncu videospota Miley Stewart in Travis Brody počasi plešeta, med tem ko Taylor Swift poje.

## Dosežki na lestvicah
| Lestvica (2009)          | Dosežek |
| ------------------------ | ------- |
| Australian Singles Chart | 64      |
| Canadian Hot 100         | 67      |
| UK Singles Chart         | 100     |
| U.S. Billboard Hot 100   | 17      |
| U.S. Billboard Pop 100   | 28      |